# Liste des Japonais lauréats du prix Nobel
Cet article dresse la liste des personnalités japonaises ayant été récompensées par un prix Nobel.

## Prix Nobel de la paix
- 1960 : Eisaku Satō[1]
- 2024 : Nihon Hidankyo[2]

## Prix Nobel de physique
- 1949 : Hideki Yukawa[3]
- 1965 : Sin-Itiro Tomonaga[4]
- 1973 : Leo Esaki[5]
- 2002 : Masatoshi Koshiba[6]
- 2008 : Makoto Kobayashi[7]
- 2008 : Toshihide Maskawa[7]
- 2014 : Isamu Akasaki[8]
- 2014 : Hiroshi Amano[8]
- 2015 : Takaaki Kajita[9]

## Prix Nobel de chimie
- 1981 : Ken'ichi Fukui[10]
- 2000 : Hideki Shirakawa[11]
- 2001 : Ryōji Noyori[12]
- 2002 : Kōichi Tanaka[13]
- 2008 : Osamu Shimomura[14]
- 2010 : Akira Suzuki[15]
- 2019 : Akira Yoshino[16]

## Prix Nobel de littérature
- 1968 : Yasunari Kawabata[17]
- 1994 : Kenzaburō Ōe[18]
- 2017 : Kazuo Ishiguro

## Prix Nobel de physiologie ou médecine
- 1987 : Susumu Tonegawa[19]
- 2012 : Shinya Yamanaka[20]
- 2015 : Satoshi Ōmura[21]
- 2016 : Yoshinori Ohsumi[22]
- 2018 : Tasuku Honjo[23]

## Lauréats bi-nationaux
- Yoichiro Nambu, scientifique américain d'origine japonaise, prix Nobel de physique 2008
- Shuji Nakamura, scientifique américain d'origine japonaise, prix Nobel de physique 2014
- Kazuo Ishiguro, écrivain britannique d'origine japonaise, prix Nobel de littérature 2017